# تمرد كين (فلم)
تمرد كين (بالإنجليزية: The Caine Mutiny) هو فيلم دراما حربي أمريكي من إنتاج عام 1954. الفيلم من إخراج إدوارد دميتريك وإنتاج ستانلي كرامر وبطولة همفري بوغارت، خوسيه فيرير، فان جونسون، روبرت فرنسيس وفريد ماكموراي. صدر الفيلم في 24 يونيو 1954.

## روابط خارجية
مقالات تستعمل روابط فنية بلا صلة مع ويكي بيانات